# Менпауър Груп
„Менпауър Груп“ е американска мултинационална консултантска компания за човешки ресурси със седалище в американския град Милуоки. Компанията е основана от Елмер Уинтер и Арон Шейнфелд през 1948 г., през 1987 г. е придобита от „Blue Arrow“ от Великобритания, но отново става независима през 1991 г.

## История
През 1948 година Менпауър е основана в Милуоки от адвокатите Елмер Уинтер и Арон Шейнфелд. Първите офиси са локализирани в Милуоки и Чикаго. През 1954 година компанията се разширява в САЩ, като предлага франчайз бизнес възможности в допълнение към фирмените клонове. През 1956 година компанията става международна, като отваря офиси в:
- 1956 – офиси в Монреал и Торонто, Канада
- 1956 – офис във Великобритания
- 1957 – офис във Франция
- 1963 – офис в Южна Америка
- 1964 – присъствие в Азия

През 1962 година „Менпауър“ стартира проучването „Перспективи за заетостта“, което обхваща 39 страни.
През 1976 г., след пенсионирането на Елмер Уинтер, е продадена на „Паркър Пен Къмпани“. През 1986 година компанията е независима, но година по-късно е придобита от английската компания „Блу Ароу“. „Менпауър Груп“ отново придобива независимост през 1991 година.
Елмер Уинтер умира на 97 години на 22 октомври 2009 г.
На 30 март 2011 година „Менпауър Груп“ променя своето има на „Менпауър Груп“. Марките, с които оперира Менпауър Груп, са Менпауър Сълюшънс, „Менпауър Груп“, „Експерис“ и „Райт Мениджмънт“.
От 2011 година „Менпауър Груп“ има 3900 офиса в 82 държави и офис в уеб базираната онлайн платформа Second Life. Клиентската база на „Менпауър Груп“ е около 400 000 компании. Броят на прекия персонал на „Менпауър Груп“ e 30 000 души, като агенцията помага при назначаването на 4,4 милиона работници всяка година. Менпауър Груп е компания във Fortune 500.
През 2019 година „Менпауър Груп“ постига продажби от приблизително 21 млрд. долара.

## Дъщерни компании
Менпауър Груп има няколко марки, сред които: „Менпауър Груп“, „Експерис“, „Райт Мениджмънт“ и „Менпауър Груп Сълюшънс“. „Експерис“ е създадена чрез сливането на „Елан“ (придобита през 2000 г.), Джеферсън Уелс (придобита през 2001 г.) и „Менпауър Профешънъл“. През 2007 г. „Менпауър“ придобива „Кларъндън Паркър“, предприятие за заетост със седалище в Близкия изток, а през април 2011 г. придобива WDC, компания за IT услуги и назначения в Индия.

## Менпауър България
На 07.12.2006 г. „Менпауър Груп“ открива офис и в България – София. Оттогава компанията има над 250 клиента от различни индустриални сектори. Компанията има представителства в градовете София, Пловдив, Варна и Бургас.
Отличия и награди:
- World’s Most Admired Company - Отличени за 17-та поредна година през 2019 от FORTUNE World’s Most Admired Companies
- Стратегически партньор на Световния икономически форум - Manpower е стратегически партньор на Световния икономически форум през последните 15 години
- Лидер в аутсорсинга на процеса по набиране на персонал (RPO) - Класирани като осемкратен лидер в аутсорсинга на процес по набиране на персонал (RPO) от Everest Group PEAK Matrix
- Forbes Global 2000 - Класиран на 1330-то място на 2019 Forbes Global 2000 класация на най-големите публични компании в света.
- World’s Most Ethical Company - World’s Most Ethical Companies на Ethisphere – единствената компания в бранша, която е включена в списъка за последните 10 години.